# بهبود سبز
بسته‌های بهبود سبز مجموعه‌ای از اصلاحات زیست‌محیطی، قانونی و مالی هستند که برای بازسازی رفاه اقتصادی پس از یک بحران اقتصادی، مانند رکود ناشی از همه‌گیری کووید-۱۹ یا بحران مالی ۲۰۰۸، پیشنهاد شده‌اند. این بسته‌ها شامل اقداماتی مالی هستند که هدفشان بازیابی رشد اقتصادی در کنار ایجاد آثار مثبت زیست‌محیطی است. این اقدامات شامل حمایت از انرژی‌های تجدیدپذیر، افزایش بهره‌وری انرژی، راه‌حل‌های مبتنی بر طبیعت، ترابری پایدار، نوآوری سازگار با محیط زیست و مشاغل سبز می‌شود.
حمایت از بهبود سبز در پاسخ به همه‌گیری کووید-۱۹ از سوی احزاب سیاسی، دولت‌ها، فعالان و دانشگاهیان در سراسر جهان مطرح شده است. در ادامه اقدامات مشابه پس از بحران مالی جهانی (GFC), یکی از اهداف اصلی این بسته‌ها این است که اقدامات مقابله با رکود اقتصادی، همزمان با مقابله با تغییر اقلیم نیز همراه باشد. این اقدامات شامل کاهش مصرف زغال‌سنگ، نفت و گاز، حمل‌ونقل پاک، انرژی تجدیدپذیر، ساختمان‌های سازگار با محیط زیست و شیوه‌های پایدار در شرکت‌ها و امور مالی می‌شود. ابتکارات بهبود سبز مورد حمایت سازمان ملل متحد (UN) و سازمان توسعه و همکاری اقتصادی (OECD) قرار دارند.
چندین ابتکار جهانی به پایش لحظه‌ای پاسخ‌های مالی کشورها پرداخته‌اند، از جمله رصدخانه جهانی بهبود (وابسته به دانشگاه آکسفورد، سازمان ملل و صندوق بین‌المللی پول)، ردیاب سیاست‌های انرژی و ردیاب بهبود سبز OECD.
با تفکیک میان سرمایه‌گذاری‌های نجات و بهبود، تحلیل رصدخانه جهانی در مارس ۲۰۲۱ نشان داد که فقط ۱۸٪ از سرمایه‌گذاری‌های مربوط به بهبود و ۲٫۵٪ از کل هزینه‌ها به بهبود پایداری اختصاص یافته‌اند. در ژوئیه ۲۰۲۱، آژانس بین‌المللی انرژی این تحلیل را تأیید کرد و اعلام نمود که تنها حدود ۲٪ از کل کمک‌های مالی اقتصادی جهان به انرژی پایدار اختصاص یافته است. طبق تحلیل سال ۲۰۲۲ از ۱۴ تریلیون دلار هزینه‌شده توسط کشورهای G20 در قالب بسته‌های محرک اقتصادی، تنها حدود ۶٪ از این هزینه‌ها به بخش‌هایی اختصاص یافته‌اند که باعث کاهش انتشار گازهای گلخانه‌ای می‌شوند؛ از جمله برق‌رسانی به وسایل نقلیه، افزایش بهره‌وری انرژی ساختمان‌ها و نصب انرژی‌های تجدیدپذیر.

## پیشینه
از زمان انقلاب صنعتی، سوزاندن زغال‌سنگ، نفت و گاز میلیون‌ها تُن دی‌اکسید کربن، متان و سایر گازهای گلخانه‌ای را وارد جو زمین کرده است که باعث تغییرات اقلیمی ناشی از فعالیت‌های انسانی شده است.
تا سال ۲۰۲۰، میانگین دمای زمین حدود ۱ درجه سانتی‌گراد بالاتر از سطح دما در دوران پیشاصنعتی بوده است. 
طبق گزارش ترکیبی سال ۲۰۱۴ «هیئت بین‌دولتی تغییر اقلیم (IPCC)»، در مقایسه با بازهٔ زمانی ۱۸۵۰ تا ۱۹۰۰، میانگین دمای سطح زمین تا پایان قرن ۲۱ (۲۰۸۱ تا ۲۱۰۰) ممکن است بین ۱٫۵ تا ۲٫۵ درجه سانتی‌گراد افزایش یابد.
در نتیجه، سوزاندن حتی بخش کوچکی از ذخایر سوخت‌های فسیلی منجر به گرمایش خطرناک زمین خواهد شد، که پیامدهای آن می‌تواند شامل شکست‌های گسترده در تولید محصولات کشاورزی و آغاز ششمین انقراض جمعی در تاریخ زمین باشد.
در اوایل سال ۲۰۲۰، همه‌گیری کووید-۱۹ باعث شد کشورها اقتصاد خود را قرنطینه کنند تا از ابتلا و مرگ و میر جلوگیری کنند. این امر مستلزم آن بود که بسیاری از مشاغل کار خود را متوقف کنند، زیرا مردم کمتر سفر می‌کردند، کمتر خرید می‌کردند و بیشتر در خانه می‌ماندند. در بیشتر کشورها، این امر باعث از دست رفتن مشاغل شد. کاهش فعالیت اقتصادی همچنین باعث کاهش انتشار گازهای گلخانه‌ای شد. این امر گروه‌ها را به فراخوان و سیاستمداران و دولت‌ها را به وعده بهبودی سبز واداشت.